# Pyyhinlampi
Pyyhinlampi är en sjö i Finland. Den ligger i kommunen Vederlax i landskapet Kymmenedalen, i den södra delen av landet, 150 km öster om huvudstaden Helsingfors. Pyyhinlampi ligger 25 meter över havet. Arean är 7,2 hektar och strandlinjen är 1,22 kilometer lång. Sjön  ingår i Virojokis huvudavrinningsområde.   I omgivningarna runt Pyyhinlampi växer i huvudsak barrskog.